# Hewitt, Texas

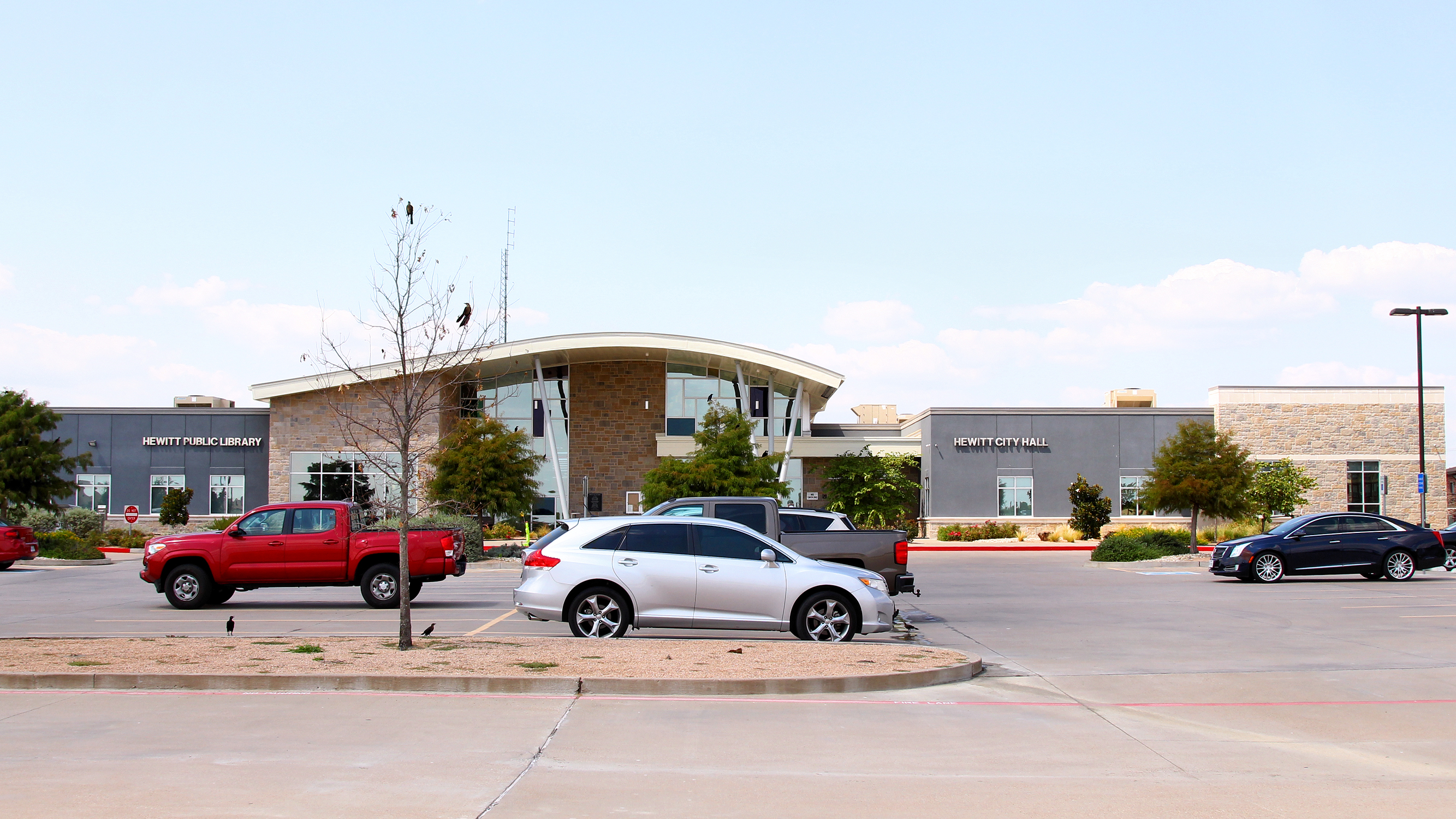
Stadshuset

Hewitt är en stad (city) i McLennan County i Texas. Vid 2020 års folkräkning hade Hewitt 16 026 invånare.